# Seaton Glacier
Seaton Glacier är en glaciär i Antarktis. Den ligger i Östantarktis. Australien gör anspråk på området. Seaton Glacier ligger 98 meter över havet.
Terrängen runt Seaton Glacier är platt åt sydväst, men åt nordost är den kuperad. Trakten är obefolkad. Det finns inga samhällen i närheten.